# Utetheisa dorsifusa
Utetheisa dorsifusa är en fjärilsart som beskrevs av Louis Beethoven Prout 1920. Utetheisa dorsifusa ingår i släktet Utetheisa och familjen björnspinnare. Inga underarter finns listade i Catalogue of Life.